# Enzo Tchato
Enzo Gianni Tchato Mbiayi (* 23. November 2002 in Montpellier) ist ein kamerunisch-französischer Fußballspieler, der aktuell beim HSC Montpellier in der Ligue 1 spielt und seit September 2022 kamerunischer Nationalspieler ist.

## Karriere

### Verein
Tchato begann seine fußballerische Ausbildung in seiner Geburtsstadt beim HSC Montpellier. In der Saison 2018/19 wurde er mit der U19-Mannschaft Zweiter in der französischen Meisterschaft. Anschließend spielte er 2019/20 zehnmal für die zweite Mannschaft in der National 2. Nach dem Abstieg spielte er nur noch dreimal in der National 3, ebenfalls für das Zweitteam, für das er auch einmal traf. Nach dem erneuten Aufstieg des Reserveteams war Tchato dort wieder Stammspieler. Am 3. April 2022 (30. Spieltag) debütierte er nach später Einwechslung für die Profis in der Ligue 1, was zugleich sein einziger Profieinsatz 2021/22 war. Im Mai 2022 unterschrieb er daraufhin seinen ersten Profivertrag. Am zweiten Spieltag der Folgesaison schoss er bei einer 2:5-Niederlage gegen Paris Saint-Germain sein erstes Tor im Profibereich.

### Nationalmannschaft
Im Februar 2021 nahm Tchato mit der kamerunischen U20-Nationalmannschaft am U20-Afrika-Cup 2021 teil, wo er zweimal spielte und mit seiner Mannschaft im Viertelfinale scheiterte. Am 23. September 2022 debütierte er in einem Freundschaftsspiel gegen Usbekistan über 90 Minuten für die kamerunische A-Nationalmannschaft.

## Familie
Tchato ist der Sohn des früheren kamerunischen Nationalspieler Bill Tchato, der ebenfalls beim HSC Montpellier spielte. Sein zwei Jahre jüngerer Bruder Ryan spielt ebenfalls bei Montpellier, ist jedoch noch kein Profi.

## Erfolge
HSC Montpellier U19
- Französischer U19-Vizemeister: 2019

HSC Montpellier B
- Aufstieg in die National 2: 2020